# Philippe Dauchel de La Palme
Philippe Antoine Joseph César Dauchel de La Palme est un homme politique français né le 15 juillet 1752 à Nordausques (Pas-de-Calais) et décédé le 19 mai 1837 à Audruicq (Pas-de-Calais).
Entré dans le corps des pages en 1766, puis officier des gardes du corps, il est poursuivi comme royaliste en 1793. Il est élu député du Pas-de-Calais au Conseil des Cinq-Cents le 23 germinal an V, et est inquiété lors du coup d'État du 18 fructidor an V. Il se livre aussi à des travaux mathématiques, produisant des mémoires pour l'académie des Sciences.

## Sources
- « Philippe Dauchel de La Palme », dans Adolphe Robert et Gaston Cougny, Dictionnaire des parlementaires français, Edgar Bourloton, 1889-1891 [détail de l’édition]